# Malische Basketballnationalmannschaft der Damen
Die malische Basketballnationalmannschaft der Damen ist die Auswahl malischer Basketballspielerinnen, welche die Fédération Malienne de Basketball auf internationaler Ebene, beispielsweise in Freundschaftsspielen gegen die Auswahlmannschaften anderer nationaler Verbände, aber auch bei internationalen Wettbewerben repräsentiert. Größte Erfolge waren der Gewinne der Afrikameisterschaft 2007 sowie die Teilnahme an den Olympischen Sommerspielen 2008 und der Weltmeisterschaft 2010. 1961 trat der nationale Verband dem Weltverband Fédération Internationale de Basketball (FIBA) bei. Im Juni 2014 wurde die Mannschaft auf dem 18. Platz als beste afrikanische Damen-Basketballmannschaft in der Weltrangliste der Frauen geführt.

## Internationale Wettbewerbe

### Mali bei Weltmeisterschaften
Die Mannschaft konnte sich durch den zweiten Platz bei der Afrikameisterschaft 2009 für die Weltmeisterschaft 2006 qualifizieren, wo sie unter 16 Mannschaften vor dem Senegal den 15. Platz belegte.

### Mali bei Olympischen Spielen
Bisher gelang es der Mannschaft durch den Gewinn der Afrikameisterschaft 2007 einmal, sich für die olympischen Basketballwettbewerbe zu qualifizieren. Bei den Olympischen Sommerspielen 2008 in Peking belegte die Mannschaft unter zwölf Teilnehmern den letzten Platz erreichte.

### Mali bei Afrikameisterschaften
Die Mannschaft kann bisher 15 Teilnahmen an der Afrikameisterschaft vorweisen. Dabei konnte das Nationalteam den Wettbewerb einmal gewinnen und belegte einmal den zweiten und zweimal den dritten Platz.
| - 1966: nicht qualifiziert - 1968: 3. Platz - 1970: 4. Platz - 1974: 8. Platz - 1977: 7. Platz - 1979: nicht qualifiziert - 1981: 4. Platz - 1983: nicht qualifiziert - 1984: 4. Platz - 1986: nicht qualifiziert - 1990: nicht qualifiziert | - 1993: 7. Platz - 1994: nicht qualifiziert - 1997: 6. Platz - 2000: 9. Platz - 2003: 5. Platz - 2005: 5. Platz - 2007: Afrikameister - 2009: 2. Platz - 2011: 3. Platz - 2013: 5. Platz |

### Mali bei den Afrikaspielen
Die Damen-Basketballnationalmannschaft Malis nahm bisher zweimal an den Wettbewerben der Afrikaspiele teil. Im Jahr 2007 erreichte das Nationalteam den zehnten, 2011 den zwölften Rang.